# Елизаветино (Белебеевский район)
Елизаветино (баш. Елизаветино) — село в Белебеевском районе Республики Башкортостан Российской Федерации. Входит в состав Ермолкинского сельсовета. 

## География

### Географическое положение
Расстояние до:
- районного центра (Белебей): 24 км,
- центра сельсовета (Ермолкино): 8 км,
- ближайшей ж/д станции (Аксаково): 34 км.

## История
Елизаветино основано в Белебеевском уезде в начале 1840-х годов, наряду с селениями Александровка, Дмитриевка, Константиновка, Леонидовка, двумя Николаевками. Их основали крепостные обрусевшего грека Д. Бенардаки, который выиграл 800 крепостных душ в карты у графа В. Бобринского и перевезших их в Белебеевский уезд. Здесь у него был куплен в 1837 году медеплавильный завод.

## Население
| 2002 | 2009 | 2010 |
| ---- | ---- | ---- |
| 8    | ↘3   | ↘0   |

Национальный состав
Согласно переписи 2002 года, преобладающая национальность — русские (100 %).